# Constantin Florescu (actor)
Constantin Florescu (n. 5 iulie 1938, București, România – d. 8 ianuarie 1995, București, România) a fost un actor român de teatru și film.

## Biografie
S-a născut în 5 iulie 1938 la București. A absolvit cursurile Institutului de Artă Teatrală și Cinematografică (IATC) în 1961 la clasa profesorului Moni Ghelerter, avându-i printre colegii de generație pe Gheorghe Dinică, Tudor Heica, Jorj Voicu, Traian Stănescu, Nicolae Pomoje, Melania Ursu.
A jucat pe scenele teatrelor bucureștene Regional, Giulești, L.S. Bulandra și în provincie la Teatrul „Andrei Mureșanu” din Sf. Gheorghe și Teatrul Tineretului din Piatra Neamț. A devenit cunoscut îndeosebi pentru rolurile interpretate pe scena Teatrului Bulandra în piesele Mobilă și durere de Teodor Mazilu (regia Nicolae Scarlat, 1979), Hamlet de William Shakespeare (regia Alexandru Tocilescu, 1985), Noțiunea de fericire de Dumitru Solomon, Însemnări unui nebun de Nikolai Gogol, Îmblânzirea scorpiei de Shakespeare etc. Nicolae Scarlat, fostul său coleg de institut, a susținut că succesul reprezentațiilor comediei Mobilă și durere pe scena Teatrului Bulandra (250 de reprezentații în cursul a cinci stagiuni) s-a datorat în principal interpretării lui Costică Florescu și a completat că există cel puțin o replică în această piesă („Eu sunt de la țară. Eu vreau să știu!”), a cărei candoare doar el o putea avea. Regizorul Alexandru Tocilescu i-a încredințat peste câțiva ani rolul regelui Claudius al Danemarcei în piesa Hamlet de William Shakespeare, în care rolul titular era interpretat de Ion Caramitru.
În afara activității sale teatrale, el a interpretat roluri în mai multe filme, fiind cunoscut mai ales pentru rolurile sale din Ilustrate cu flori de cîmp (1975) al lui Andrei Blaier, unde a contribuit astfel, potrivit criticului Călin Căliman, la „reușita unui film cu prețioase însemne realiste și cu limpezi finalități satirice”, și din Cine mă strigă (1980) al Letiției Popa.
Constantin Florescu a jucat în ultimii săi ani de activitate pe scena Teatrului Tineretului din Piatra Neamț. Ultimul său rol a fost jucat în ianuarie 1994 în piesa Chelnerul mut de Harold Pinter. A fost căsătorit de trei ori (cu Adriana Piteșteanu, Ica Matache și Argentina Florescu). A murit la 8 ianuarie 1995 la București în urma unei lungi și grele suferințe cauzate de cancer.

## Filmografie
- Trei scrisori secrete (1974)
- Agentul straniu (1974)
- Ilustrate cu flori de cîmp (1975)
- Muntele ascuns (1975)
- Hyperion (1975)
- Evadarea (1975)
- Singurătatea florilor (1976)
- Prin cenușa imperiului (1976)
- Iarba verde de acasă (1977)
- Mînia (1978)
- Totul pentru fotbal (1978)
- Între oglinzi paralele (1979)
- Ora zero (1979)
- Cine mă strigă (1980)